# Roger Lewentz

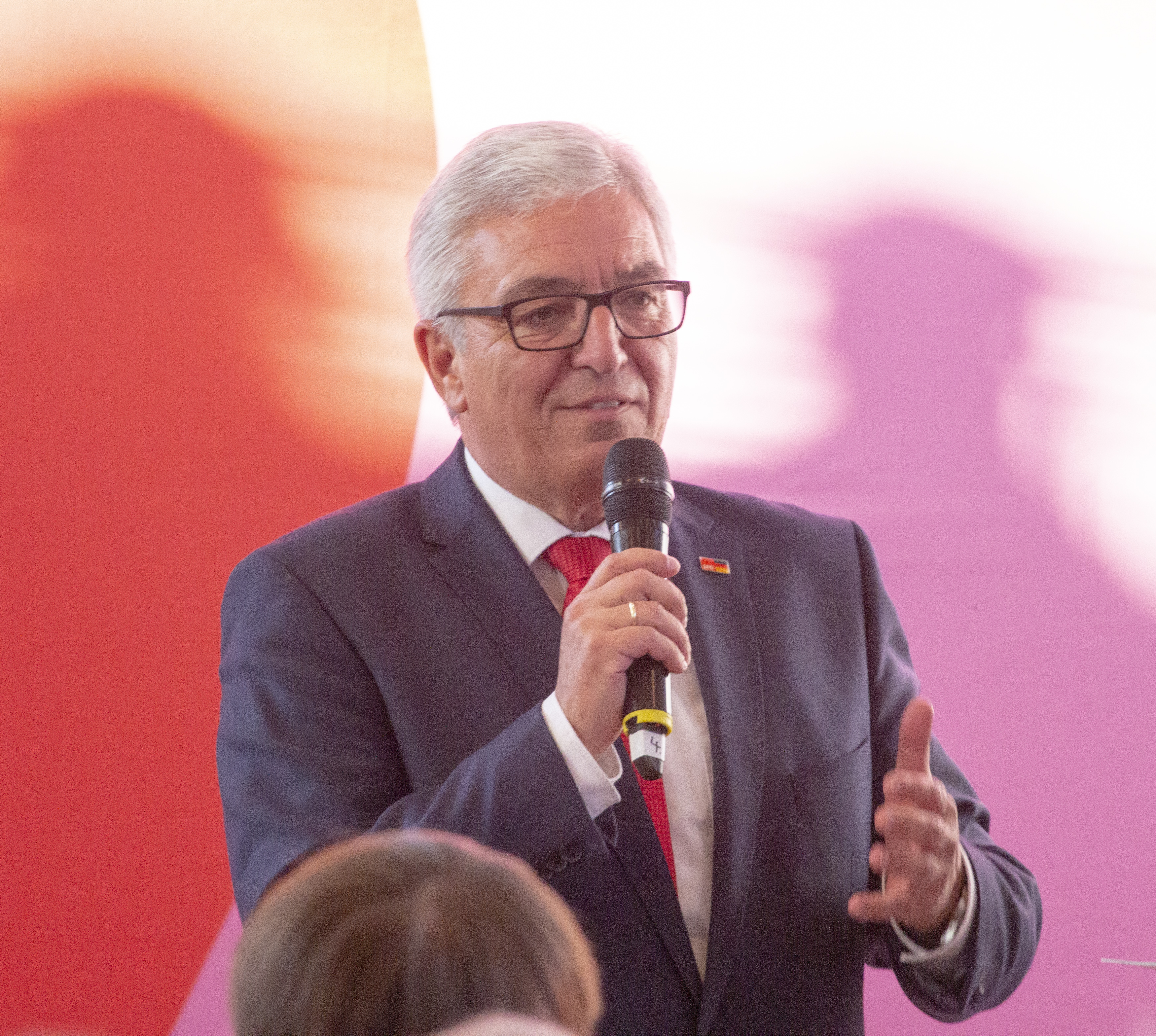
Roger Lewentz (2019)

Roger Lewentz (* 19. März 1963 in Oberlahnstein) ist ein deutscher Politiker (SPD). Von 2011 bis 2022 war er Innenminister des Landes Rheinland-Pfalz. Von 2012 bis 2024 war er Vorsitzender der SPD Rheinland-Pfalz. Seit 1994 ist er Abgeordneter im Landtag Rheinland-Pfalz.

## Leben und Beruf
Aufgewachsen ist Lewentz in der heutigen Verbandsgemeinde Loreley in Kamp-Bornhofen. Nach der Mittleren Reife am Wilhelm-Hofmann-Gymnasium in St. Goarshausen machte er eine Ausbildung zum Verwaltungsbeamten beim Bundesamt für Wehrtechnik und Beschaffung in Koblenz. Ebendort leistete er in den Jahren 1983/84 seinen Wehrdienst ab. Anschließend war er bis zum Jahr 1991 wieder beim Bundesamt für Wehrtechnik und Beschaffung tätig. Nach der gewonnenen Landtagswahl in Rheinland-Pfalz 1991 wechselte er unter Ministerpräsident Rudolf Scharping als Referent in die Staatskanzlei Rheinland-Pfalz.
Er ist römisch-katholisch, verheiratet mit einer gebürtigen Dänin und hat vier Kinder.

## Politik

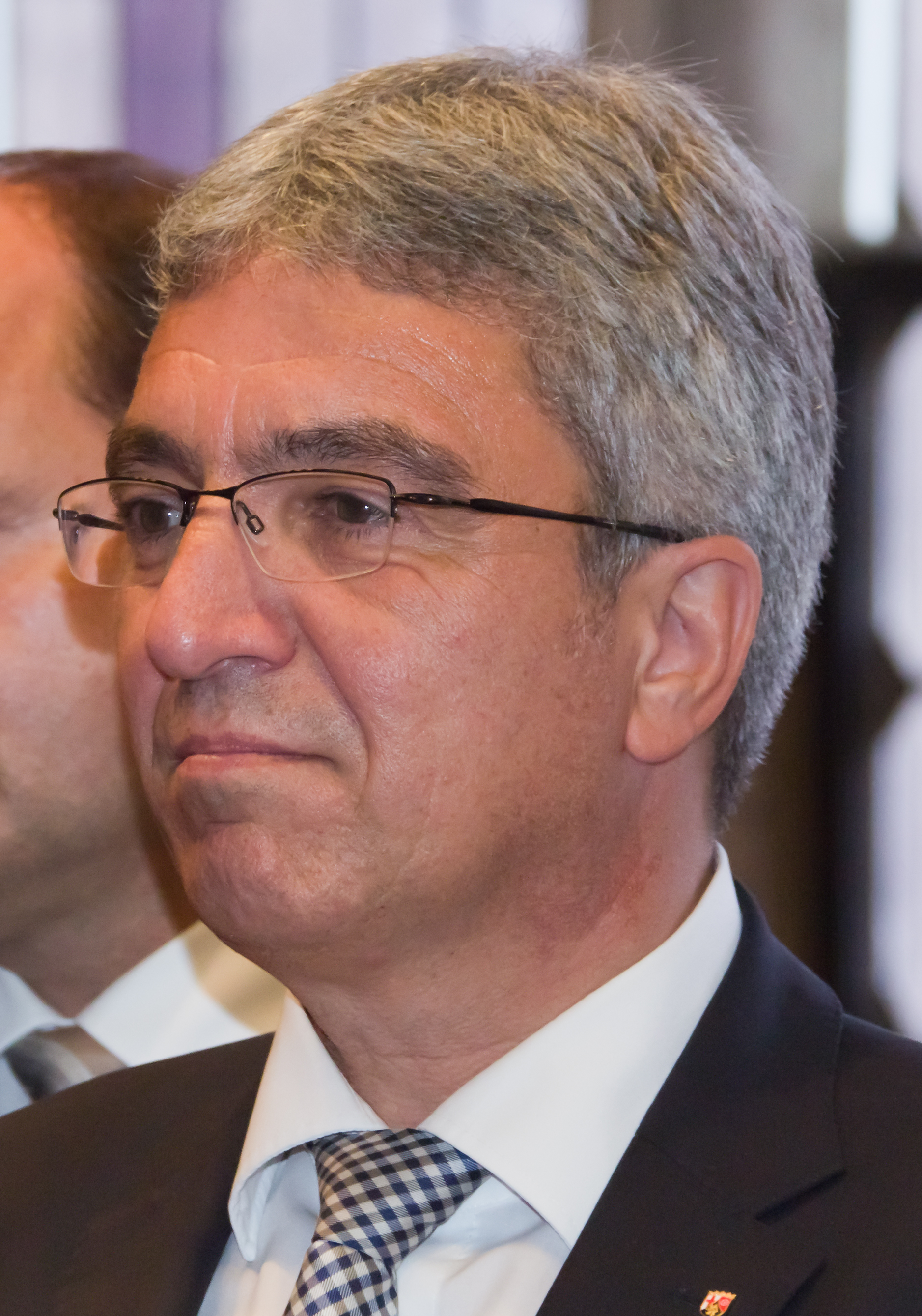
Innenminister Lewentz bei der Verkehrsministerkonferenz 2011

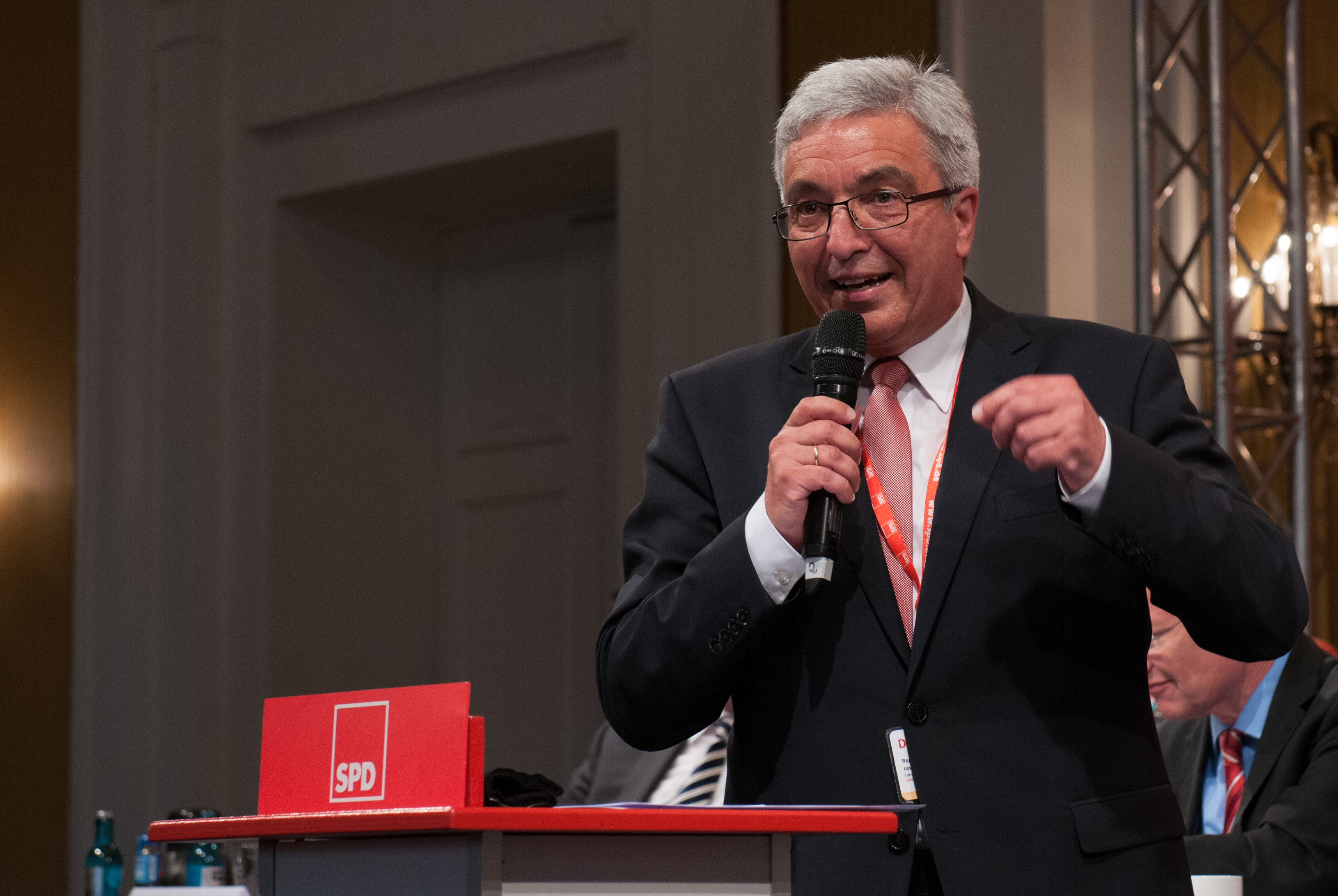
Roger Lewentz als SPD-Landesvorsitzender (2016)

Lewentz ist seit 1984 Mitglied der SPD, war Juso-Kreisvorsitzender des Rhein-Lahn-Kreises und von 1989 bis 1994 Mitglied des Gemeinderats; anschließend bis 2006 Ortsbürgermeister von Kamp-Bornhofen. Im Jahr 1997 wurde er Landesgeschäftsführer und 2002 Generalsekretär der SPD von Rheinland-Pfalz.
Seit dem Jahr 1994, als er für Rudolf Scharping nachrückte, ist er Mitglied des rheinland-pfälzischen Landtags. Bei den Landtagswahlen 1996, 2001, 2006, 2011, 2016 und 2021 zog er über das Direktmandat im Wahlkreis Koblenz/Lahnstein in den Landtag ein. Hier war er von 2001 bis 2006 stellvertretender Vorsitzender der SPD-Landtagsfraktion. Nach der Landtagswahl 2006 hatte Lewentz sein Mandat aufgrund seiner Ernennung zum Staatssekretär niedergelegt, für ihn rückte David Langner nach. Bei der Landtagswahl 2026 kandidiert er nicht erneut.
In den Jahren 2006 bis 2011 war er Staatssekretär im Innenministerium. Mit der Bildung der neuen rot-grünen Regierung Beck im Mai 2011 rückte er als Minister für Inneres, Infrastruktur und Sport ins Kabinett auf. Nach dem Rückzug von Kurt Beck wurde Lewentz auf dem Landesparteitag am 10. November 2012 mit 95,3 Prozent der abgegebenen Stimmen zum Vorsitzenden der SPD Rheinland-Pfalz gewählt, während Malu Dreyer neue Ministerpräsidentin von Rheinland-Pfalz wurde. In dieses Amt wurde er seitdem stets wiedergewählt, zuletzt auf dem Landesparteitag am 4. November 2023 mit rund 84 Prozent der Delegiertenstimmen. Im Kabinett Dreyer I blieb er weiterhin Minister für Inneres, Infrastruktur und Sport. Nach Bildung des Kabinett Dreyer II wurde er im Mai 2016 Minister des Innern und für Sport. Dieses Amt hatte er bis Oktober 2022 auch im Kabinett Dreyer III inne.
Im Jahr 2015 war er Chef der Innenministerkonferenz (IMK). In den Jahren 2021 bis 2022 war Lewentz Chef der Sportministerkonferenz.
Im rheinland-pfälzischen Landtagswahlkampf 2016 schickte die SPD Lewentz anstatt Dreyer zur TV-Elefantenrunde, da die Ministerpräsidentin sich weigerte, mit den Vertretern der AfD öffentlich zu diskutieren.
Am 12. Oktober 2022 kündigte Lewentz an, von seinem Amt als rheinland-pfälzischer Innenminister zurückzutreten. Bis zur Ernennung seines Nachfolgers Michael Ebling am darauffolgenden Tag blieb er geschäftsführend im Amt. Grund für seinen Rücktritt war anhaltende Kritik im Zusammenhang mit seiner Rolle während der Flutkatastrophe im Ahrtal am 14. Juli 2021, bei der in Rheinland-Pfalz mindestens 134 Menschen ums Leben kamen. Lewentz kam damit einer geplanten Debatte zum selben Thema im Landtagsplenum zuvor, die auf Antrag der Oppositionsfraktionen von CDU und Freien Wählern angesetzt war. Er stand auch durch Anfang Oktober 2022 bekannt gewordene Polizeivideos aus der Katastrophennacht in der Kritik, die Menschen in höchster Not zeigen. Das Innenministerium gab an, dass ein Lagebericht zur Situation im Ahrtal am 15. Juli um 0:53 Uhr per E-Mail im Lagezentrum einging. Lewentz selbst habe der Bericht in der Nacht aber nicht vorgelegen. Seit Oktober 2021 arbeitet ein rheinland-pfälzischer Untersuchungsausschuss die Geschehnisse bei der Katastrophe auf.
Am 20. Juni 2024 gab Lewentz bekannt, sein Amt als Parteivorsitzender der SPD Rheinland-Pfalz niederzulegen. Am 28. September 2024 wurde Sabine Bätzing-Lichtenthäler zur Parteivorsitzenden gewählt.

## Mitglied in Kabinetten
- Kabinett Beck V
- Kabinett Dreyer I
- Kabinett Dreyer II
- Kabinett Dreyer III